# كيلينغورث (كونيتيكت)
كيلينغورث (بالإنجليزية: Killingworth, Connecticut)‏ هي بلدة أمريكية تقع في الولايات المتحدة في كونيتيكت. يقدر عدد سكانها بـ 6,403 نسمة ومساحتها 92.7 كم2 وترتفع عن سطح البحر 119 متر.

## أعلام
- جيه. موراي
- إدوارد بارتلز
- كاميل كوستيك
- ليفينغستون س. لورد